# Štitarica (Mojkovac)
Pour les articles homonymes, voir Štitarica.
Štitarica (en serbe cyrillique : Штитарица) est un village du nord-est du Monténégro, dans la municipalité de Mojkovac.

## Démographie

### Évolution historique de la population
| 1948 | 1953 | 1961 | 1971 | 1981 | 1991 | 2003 |
| ---- | ---- | ---- | ---- | ---- | ---- | ---- |
| 441  | 476  | 472  | 444  | 350  | 261  | 273  |